# Isabel Moctezuma

Escut dels Comtes de Miravalle (descendents de l'emperador mexica Moctezuma II)

Tecuixpo Ixtlaxóchitl (circa 1509-1550), rebatejada com Isabel Moctezuma, va ser filla del novè uei tlatoani Moctezuma II i consort de Cuauhtlàhuac, de Cuauhtémoc i de Juan Cano de Saavedra.

## La caiguda de Mèxic-Tenochtitlán
Moctezuma va tenir dinou fills, sent Chimalpopoca el seu favorit. A punt de morir, el uei tlatoani va encarregar a Hernán Cortès cuidar d'ell. No obstant això, el principal hereu va morir durant els esdeveniments de la Nit Trista. Isabel i Pedro van ser els descendents de l'emperador que van sobreviure.

## Primers matrimonis amb mexicas

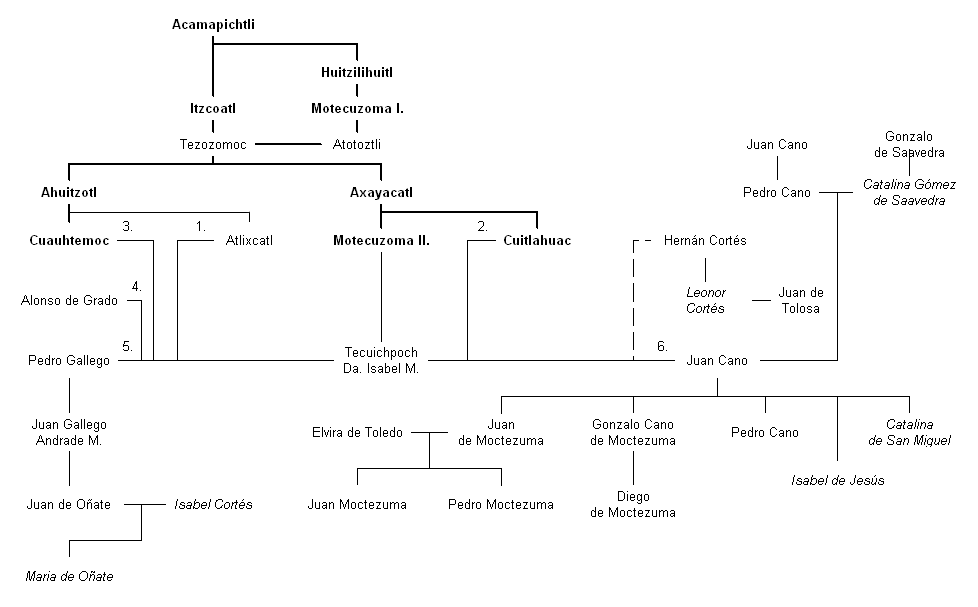
Genealogia d'Isabel

Sent encara una nena, i a causa de la seva ascendència aristòcrata, Isabel Moctezuma va ser unida en matrimoni simbòlic amb el seu oncle Cuitláhuac, successor del uei tlatoani, però va morir de verola en 1520. Poc més tard, Isabel va ser unida amb el següent successor: Cuauhtémoc, qui va ser vençut pels conqueridors espanyols el 13 d'agost de 1521.

## Matrimonis amb espanyols
En acabar la Conquesta de Mèxic, Cuauhtémoc va ser fet presoner, no obstant això se li va respectar la seva posició com tlatoani. El 28 de febrer de 1525, Cuauhtémoc va ser sentenciat a mort i executat a la forca, ja que Hernán Cortés va sospitar d'una possible rebel·lió dels mexicas durant l'expedició a Hibueras. Cortés va decidir casar a na Isabel amb Alonso de Grau, però d'aquesta unió no va haver-hi descendència. Alonso de Grau va ser acusat i investigat per maltractament i crueltat cap als indígenes, va morir en 1527.
Pedro Gallego d'Andrade va ser el quart espòs d'Isabel Moctezuma, la seva família va radicar en Barragán de la Vall del Blat de moro, Sant Luis Potosí. El matrimoni va durar poc temps, ja que Gallego d'Andrade va morir en 1530. Malgrat això va tenir descendència, un fill de nom Juan de Déu d'Andrade Moctezuma (1529-1577) del qual existeix una línia de descendents fins al dia d'avui.
El cinquè matrimoni es va celebrar amb Juan Cano de Saavedra, amb qui va procrear cinc fills, dels quals, les seves dues filles, Isabel i Catalina, van ser monges fundadores del convent de la Concepció a la Ciutat de Mèxic.

## La filla d'Hernán Cortés
Poc després del matrimoni d'Isabel Moctezuma amb Gallego Andrade, aquesta va donar a llum a una filla d'Hernán Cortés. Isabel va rebutjar a aquesta nena, de nom Leonor Cortés Moctezuma. Sota la protecció indirecta de Cortés, la descendent es va casar amb Juan de Tolosa. Del matrimoni va haver-hi dues filles, la primera de nom Leonor que es va casar amb Juan de Oñate i la segona de nom Isabel que es va casar amb Cristóbal de Zaldívar.

## Encomanes
A causa del seu llinatge, Hernán Cortés li va atorgar l'encomana de Tlacopan, privilegi que va ser signat el 27 de juny de 1526, quan estava casada amb Alonso de Grau. El privilegi incloïa:
 
Cap a finals del segle xvi, aquesta encomana era considerada la més gran de la Vall de Anáhuac. Els descendents d'Isabel i del seu mig germà conegut com a Pedro “el Príncep” van ser reconeguts per la corona espanyola, i se'ls va atorgar el títol de Comtes de Miravalle. A l'abril de 1550 va morir Isabel Moctezuma, el seu últim espòs va sobreviure fins a 1572.

## Dones en la Conquesta de Mèxic
Isabel és una de les poques dones que s'inclouen en les cròniques de la conquesta. Altres dones importants que van viure aquests esdeveniments van ser: la Malintzin (la intèrpret de Cortesa), María Luisa (la filla de Xicoténcatl el Vell de Tlaxcala) i la conqueridora María d'Estrada.

## Representacions en ficció
Isabel és representada a:
- "Malinche", sèrie del Canal Once de 2018.
- "Hernán", sèrie d'Amazon Prime Video de 2019.